# Мудрик Тарас Васильович
Тара́с Васи́льович Му́дрик (8 березня 1985, м. Тернопіль — 23 лютого 2023, Донецька область) — український військовослужбовець, солдат 71 ОЄБр Збройних сил України, учасник російсько-української війни. Почесний громадянин міста Тернополя (2023, посмертно).

## Життєпис
Тарас Мудрик народився 8 березня 1985 року в Тернополі.
Займався ремонтом автомобілів.
Служив розвідником-сапером 8-ї роти спецпризначення 71-ї окремої єгерської бригади. Загинув 23 лютого 2023 року на Донеччині.
Похований 13 березня 2023 року на Алеї Героїв Микулинецького цвинтаря м. Тернополя.
Залишилися батьки, брат та син.

## Нагороди
- почесний громадянин міста Тернополя (28 квітня 2023, посмертно) — за вагомий особистий вклад у становленні української державності та особисту мужність і героїзм у виявленні у захисті державного суверенітету та територіальної цілісності України[1].